# Echinocereus enneacanthus
Echinocereus enneacanthus ist eine Pflanzenart in der Gattung Echinocereus aus der Familie der Kakteengewächse (Cactaceae). Das Artepitheton enneacanthus bedeutet ‚neunstachelig‘. Trivialnamen sind „Alicoche“, „Banana Cactus“, „Cob Cactus“, „Green Strawberry Hedgehog“, „Pitaya“, „Prostrate Hedgehog Cactus“, „Purple Pitaya“, „Strawberry Cactus“ und „Strawberry Hedgehog Cactus“.

## Beschreibung
Echinocereus enneacanthus bildet niedrige Polster mit 30 bis 200 Trieben. Die trüb- bis hellgrünen, zylindrischen und mit Ausnahme der Spitzen niederliegenden Triebe sind bis zu 2 Meter lang und weisen Durchmesser von 3,5 bis 15 Zentimeter auf. Es sind sieben bis zehn Rippen vorhanden, die nicht deutlich gehöckert sind. Die ein bis vier geraden oder gebogenen, drehrunden bis abgeflachten, kantigen oder gefurchten Mitteldornen sind gelblich bis bräunlich oder bläulich. Sie weisen eine Länge von bis zu 8 Zentimeter auf. Die sechs bis 13 geraden, weißlichen bis bräunlichen Randdornen sind bis zu 4 Zentimeter lang.
Die trichterförmigen Blüten sind magentafarben und besitzen einen dunkleren Schlund. Sie erscheinen unterhalb der Triebspitzen, sind  bis zu 8 Zentimeter lang und erreichen Durchmesser von 8 bis 12 Zentimeter. Die kugelförmigen bis eiförmigen Früchte enthalten ein rosafarbenes Fruchtfleisch und schmecken nach Erdbeeren.

## Systematik und  Verbreitung
Echinocereus enneacanthus ist in den Vereinigten Staaten in den Bundesstaaten New Mexico und Texas sowie im Norden des benachbarten mexikanischen Bundesstaates Sonora verbreitet.
Die Erstbeschreibung durch George Engelmann wurde 1848 veröffentlicht. Ein nomenklatorisches Synonym ist Cereus enneacanthus (Engelm.) Engelm. (1849).

## Nachweise